# Mirosław Rybaczewski
Mirosław Rybaczewski, född 8 juli 1952 i Warszawa, är en polsk före detta volleybollspelare (vänsterspiker). Rybaczewski vann guld med landslaget vid både VM 1974 och OS 1976. Mirosławs dotter Anna Rybaczewski har även hon spelat volleyboll på elitnivå.